# لوبلینگتس
لوبلینگتس (به لاتین: Lubliniec) یک منطقهٔ مسکونی در لهستان است که در شهرستان لوبلینگتس واقع شده‌است. لوبلینگتس ۸۹٫۸ کیلومتر مربع مساحت و ۲۴٬۲۲۹ نفر جمعیت دارد و ۲۶۰ متر بالاتر از سطح دریا واقع شده‌است.

## خواهرخوانده
شهرهای کیشکونمایشا، کراواره، وویچ، ردا و تروئل خواهرخوانده‌های لوبلینگتس هستند.